# Wendorf
Wendorf är en kommun och ort i Landkreis Vorpommern-Rügen i förbundslandet Mecklenburg-Vorpommern i Tyskland.
I kommunen finns orterna Teschenhagen, Groß Lüdershagen, Neu Lüdershagen, Zitterpenningshagen och Wendorf.
Kommunen ingår i kommunalförbundet Amt Niepars tillsammans med kommunerna Groß Kordshagen, Jakobsdorf,  Lüssow, Niepars, Pantelitz, Steinhagen och Zarrendorf.